# Dolichopus stenhammari
Dolichopus stenhammari är en tvåvingeart som beskrevs av Zetterdtedt 1843. Dolichopus stenhammari ingår i släktet Dolichopus och familjen styltflugor. Arten är reproducerande i Sverige. Inga underarter finns listade i Catalogue of Life.